# Volevčice (Jihlavai járás)
Volevčice település Csehországban, a Jihlavai járásban. Volevčice Mysliboř, Vanůvek, Vanov és Telč településekkel határos. Lakosainak száma 69 fő (2024. január 1.).

## Népesség
A település lakosságának változását az alábbi diagram mutatja:
| Lakosok száma | 158  | 163  | 164  | 97   | 71   | 56   | 67   | 73   | 71   | 69   |
|               | 1869 | 1890 | 1921 | 1950 | 1980 | 2001 | 2017 | 2019 | 2022 | 2024 |